# باتريس لوزي
باتريس لوزي (بالفرنسية: Patrice Luzi)‏ (مواليد 8 يوليو 1980 في أجاكسيو - فرنسا) لاعب كرة قدم فرنسي يلعب حاليا لصالح نادي الدرجة الأولى رين الفرنسي منذ 2007 في مركز حارس مرمى .

## روابط خارجية
- باتريس لوزي على موقع الاتحاد الأوربي (الإنجليزية)
- باتريس لوزي على موقع رابطة كرة القدم الفرنسية للمحترفين (الإنجليزية)
- باتريس لوزي على موقع قاعدة بيانات كرة القدم.إي يو (الإنجليزية)
- باتريس لوزي على موقع ليكيب (الفرنسية)
- باتريس لوزي على موقع عالم كرة القدم.نت (الإنجليزية)
- باتريس لوزي على موقع كووورة